# Photedes pygmina
Photedes pygmina là một loài bướm đêm trong họ Noctuidae.